# Cai Hegermann-Lindencrone (militär)
Cai Ditlev Hegermann-Lindencrone, född 17 maj 1807, död 22 december 1893, var en dansk militär. Han var far till Johan Hegermann-Lindencrone.
Hegermann-Lindencrone blev officer vid kavalleriet 1823, regementschef 1852, överste 1857, generalmajor 1858, generalinspektör för kavalleriet och generallöjtnant 1863. 1867 erhöll han avsked. Hegermann-Lindencrone deltog med utmärkelse i 1848-50 års fälttåg och förde under 1864 års krig befälet över 4:e divisionen, med vilken han lyckligt genomförde återtåget genom Jylland. Efter kriget var han 1865-67 kommenderande general på Själland. Han användes även i flera diplomatiska uppdrag och var 1861-64 ledamot av folketinget och 1862-66 ordförande i stuterikommissionen. Han har utgett Om Krigsaaret 1864 og dets Inflydelse paa vort Hærvæsen (1874).